# Tabriz Petrochemical Team
Tabriz Petrochemical Team (código UCI: TPT), foi um equipa ciclista iraniana de categoria Continental.
Fundado em 2008, estava patrocinado pela companhia petroquímica Tabriz Petrochemical. Desapareceu em 2016.
A equipa corria principalmente em carreiras do UCI Asia Tour, o circuito continental asiático, ainda que ocasionalmente participou em carreiras do UCI America Tour e o UCI Europe Tour. A sua estreia numa prova europeia se produziu em 2009, no Circuito Montañés.

## Equipas filiais
A esquadra contava com duas equipas filiais de estrada, um sub'23 e outro sub'19.
Tinha assim mesmo uma equipa de MTB.

## Sede
A equipa tinha sua sede em Tabriz (8 km Azarshahr Road), capital da província do Azerbaijão Oriental (Irão).
O seu patrocinador, Tabriz Petrochemical, está sediado nessa mesma cidade, a quarta mais povoada do país e a segunda por seu sector industrial.

## Classificações UCI
A partir de 2005 a UCI instaurou os Circuitos Continentais UCI, onde a equipa está desde que se criou em 2008, registado dentro da UCI Africa Tour. Estando nas classificações do UCI Africa Tour Ranking, UCI Asia Tour Ranking e UCI Europe Tour Ranking.
As classificações da equipa e do seu ciclista mais destacado são as seguintes.
| Temporada                | Classificação por equipas | Melhor corredor na classificação individual | Posição |
| 2007-2008 (Asia Tour)    | 1º                        | Hossein Askari                              | 1º      |
| 2008-2009 (Asia Tour)    | 1º                        | Ghader Mizbani                              | 1º      |
| 2008-2009 (Europe Tour)  | 121º                      | Ghader Mizbani                              | 910º    |
| 2009-2010 (Africa Tour)  | 10º                       | Boris Shpilevsky                            | 49º     |
| 2009-2010 (America Tour) | 22º                       | Andrey Mizourov                             | 112º    |
| 2009-2010 (Asia Tour)    | 1º                        | Mahdi Sohrabi                               | 1º      |
| 2009-2010 (Europe Tour)  | 103º                      | Boris Shpilevsky                            | 667º    |
| 2010-2011 (Asia Tour)    | 1º                        | Mahdi Sohrabi                               | 1º      |
| 2010-2011 (Europe Tour)  | 99º                       | Markus Eibegger                             | 616º    |
| 2011-2012 (Asia Tour)    | 2º                        | Hossein Alizadeh                            | 1º      |
| 2012-2013 (Asia Tour)    | 1º                        | Ghader Mizbani                              | 3º      |
| 2013-2014 (Asia Tour)    | 1º                        | Mirsamad Pourseyedi                         | 1º      |

## Palmarés
Para anos anteriores, veja-se Palmarés da Tabriz Petrochemical

### Palmarés 2016

#### Circuitos Continentais UCI
| Datas | Circuito | Carreiras | Ganhador |

## Plantel
Para anos anteriores, veja-se Elencos da Tabriz Petrochemical

### Elenco de 2016
| Corredor                   | Nascimento | Nacionalidade | Equipo 2015                 |
| Behnam Ariyan              | 11/04/1990 | Irão          | Pishgaman Giant Team        |
| Alireza Asgharzadeh        | 12/04/1986 | Irão          | Tabriz Shahrdari Team       |
| Esmail Bagheri             | 22/10/1994 | Irão          | Tabriz Petrochemical (2013) |
| Maik Robert Cioni          | 17/10/1979 | Itália        | Tabriz Shahrdari Team       |
| Mohammad Reza Eimani       | 15/06/1993 | Irão          | Tabriz Shahrdari Team       |
| Mohammad Ganjkhanlou       | 04/07/1997 | Irão          | Neoprofissional             |
| Ali Khademi                | 01/01/1992 | Irão          | Tabriz Petrochemical        |
| Behnam Khalilikhosroshahi  | 07/02/1989 | Irão          | Tabriz Petrochemical        |
| Pouya Khatoon              | 05/09/1994 | Irão          | Neoprofissional             |
| Karim Korrami              | 05/06/1991 | Irão          | Tabriz Petrochemical        |
| Abolfazl Nazari Daghalian  | 04/05/1991 | Irão          | Tabriz Petrochemical        |
| Hamed Pasebankhajeh        | 23/09/1988 | Irão          | Pishgaman Giant Team        |
| Hamid Pourhashemi          | 13/06/1990 | Irão          | Tabriz Shahrdari Team       |
| Mahdi Rajabikaboodcheshmeh | 20/03/1994 | Irão          | Pishgaman Giant Team        |
| Hamid Shirisisan           | 21/03/1982 | Irão          | Tabriz Petrochemical        |

1. 1 2  Desde o 1 de julho.
2. 1 2  Até o 30 de junho.
3. ↑  Até o 1 de maio.